# Jump (chanson de Madonna)
Pour les articles homonymes, voir Jump.
Singles de Madonna
Get Together
(2006) 4 Minutes
(2008)
Pistes de Confessions on a Dance Floor
Forbidden Love
(7) How High
(9)
Jump est le quatrième et dernier single de l'album Confessions on a Dance Floor (2005) de Madonna. Écrite par Madonna, Stuart Price et Joe Henry (son beau-frère), la chanson a des tonalités très disco qui collent parfaitement avec le son de l'album. Le single est sorti le 31 octobre 2006. Jump a remporté le prix du meilleur clip au International Dance Music Awards.

## Chronologie
D'habitude les singles profitent d'une sortie simultanée, mais pas Jump qui est d'abord sorti au Canada le 31 octobre 2006, ensuite, le 3 novembre en Italie, aux Pays-Bas et en Irlande. Le 6 le single sort au Royaume-Uni ainsi quand dans le reste des pays européens. Le 7, il sort officiellement aux États-Unis, le 10 en Australie, en Suisse et finalement le 1er décembre en Lettonie, au Malawi, en Moldavie, au Groenland, aux Tonga, aux îles Fidji, en Bolivie et enfin au Cap-Vert.
La chanson est utilisée dans la bande-son du film Le Diable s'habille en Prada ainsi que Vogue, une autre chanson de Madonna. Cependant, seule Vogue fera partie de la bande originale du film.

## Clip
La vidéo, qui a été fortement inspirée des mangas (particulièrement de Death Note), a été filmée à Tokyo le 19 septembre 2006, entre deux concerts, dirigée par Jonas Åkerlund. Madonna y est vue coiffée d'une perruque blond platine, à la manière du personnage de Mello dans Death Note, dans une chambre insonorisée décorée de luminaires et néons faisant référence a la culture nippone. On peut voir aussi dans la vidéo des danseurs effectuant des acrobaties lors d'un parkour à travers les rues de Tokyo. D'ailleurs, de nombreuses enseignes et façades de bâtiment ont été trafiquées pour qu'on puisse y lire les mots « Madonna » et « Jump » en japonais.
La vidéo a été diffusée en avant-première sur AOL, ensuite sur VH1 aux États-Unis et sur Channel 4 au Royaume-Uni le 4 octobre 2006 et le 17 novembre. Le clip est aussi rendu disponible sur iTunes. La vidéo a obtenu le prix « Golden Video Plaque » sur la chaîne MTV polonaise.
Une version promo officielle du remix Jacques Lu Cont Remix Edit a été réalisée pour le 19 mai 2007, sur le site du fan-club officiel de la star.

### Crédits
- Directeur : Jonas Akerlund
- Producteur : Kate Taylor
- Directeur de la photographie : Eric Broms
- Montage : Jonas Akerlund
- Compagnie productrice : Black Dog Films

NB : Il existe également une vidéo de la représentation scénique de Jump lors du Confessions Tour sortie sur Youtube par Warner Music Group le 22 janvier 2007 comme support pour promouvoir le DVD Confessions Tour: Live From London. La production est assurée par Sara Martin.

## Personnel
- Voix principale : Madonna
- Ecriture : Madonna, Joe Henry et Stuart Price
- Producteurs : Madonna et Stuart Price
- Enregistrement : Stuart Price at Shirland Road
- Assistant ingénieur : Alex Dromgode
- Mixage audio : Mark "Spike" Stent
- Master : "Big Bass" Gardner

## Versions
- Album Version (3:59)
- Radio Edit (3:24)
- Single Remix (5:55)
- Jacques Lu Cont Mix (7:49)
- Axwell Remix (6:40)
- Junior Sanchez’s Misshapes Mix (6:48)
- Extended Album Version (5:10)

## Classements
| Pays                                       | Meilleure position |
| ------------------------------------------ | ------------------ |
| États-Unis - Hot Adult Contemporary Tracks | 23                 |
| États-Unis - Billboard Hot Dance/Club Play | 2                  |
| États-Unis - Billboard Hot Dance Airplay   | 1                  |
| Australie - ARIA                           | 18                 |
| Brésil - Top 40 Dance                      | 14                 |
| République tchèque                         | 22                 |
| Europe                                     | 80                 |
| Chine                                      | 1                  |
| Pologne                                    | 9                  |
| Espagne                                    | 17                 |
| Royaume-Uni - UK Singles Chart             | 9                  |
| Royaume-Uni - Airplay                      | 3                  |
| United Chart                               | 37                 |